# Blausasc
Blausasc (en francès Blausasc) és un municipi francès situat al departament dels Alps Marítims i a la regió de Provença – Alps – Costa Blava.

## Demografia
| 1962                                       | 1968 | 1975 | 1982 | 1990  | 1999  | 2006  |
| ------------------------------------------ | ---- | ---- | ---- | ----- | ----- | ----- |
| 474                                        | 509  | 510  | 725  | 1.057 | 1.254 | 1.374 |
| Des de 1962: població sense dobles comptes |      |      |      |       |       |       |

## Administració
| Període   | Identitat        | Partit        |
| --------- | ---------------- | ------------- |
| 1977-2001 | Nicole Lottier   |               |
| 2001-2008 | Laurence Abassit | Divers droite |
| 2008-     | Michel Lottier   |               |